# Atentatele de la Teheran (2017)
Un dublu atentat terorist a avut loc la Teheran, capitala Iranului, pe 7 iunie 2017, atunci când două comandouri au atacat, aproape simultan, parlamentul iranian și mausoleul ayatollahului Khomeini. Atacurile s-au soldat cu 16 morți și 43 de răniți și au fost revendicate de aripa din Libia a organizației teroriste Statul Islamic. Gardienii Revoluției, armata de elită a regimului iranian, au acuzat însă Statele Unite și Arabia Saudită de faptul că sunt „implicate” în atentate.
Acestea sunt primele atacuri teroriste în Teheran din ultimul deceniu, dar și primele atacuri revendicate de Statul Islamic pe teritoriul Iranului.

## Desfășurarea atacurilor

### Parlamentul iranian

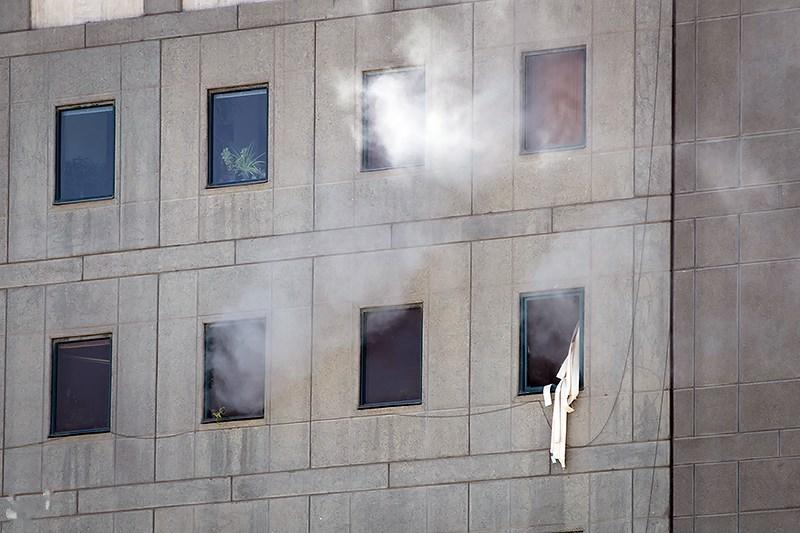
Fum provenind de la detonarea vestei explozive pe care o purta unul dintre teroriști

Asaltul asupra parlamentului a început când patru indivizi înarmați cu puști automate Kalașnikov au pătruns în clădire, prin intrarea principală. Adjunctul ministrului iranian de Interne, Hossein Zolfaqari, a anunțat că teroriștii care au atacat clădirea Parlamentului purtau haine pentru femei. Unul dintre atacatori s-a aruncat în aer înăuntrul clădirii, chiar în timpul sesiunii parlamentare. Schimburi de focuri au putut fi auzite din exterior, în timp ce elicopterele poliției încercuiau zona. Cel puțin doi teroriști s-au baricadat mai apoi într-o încăpere, unde au luat și ostatici. Ușile parlamentului din Teheran au fost închise și nu se permitea ieșirea deputaților și a ziariștilor aflați în interior, situație care a sporit confuzia cu privire la cele întâmplate. Martorii au declarat că atacatorii trăgeau spre oamenii de pe stradă de la al patrulea etaj al clădirii.
Jihadiștii Statului Islamic ar fi filmat atacul din parlament. Agenția de știri a ISIS, Amaq, a postat un clip filmat în interiorul clădirii chiar în timpul atacului terorist.

### Mausoleul ayatollahului Khomeini

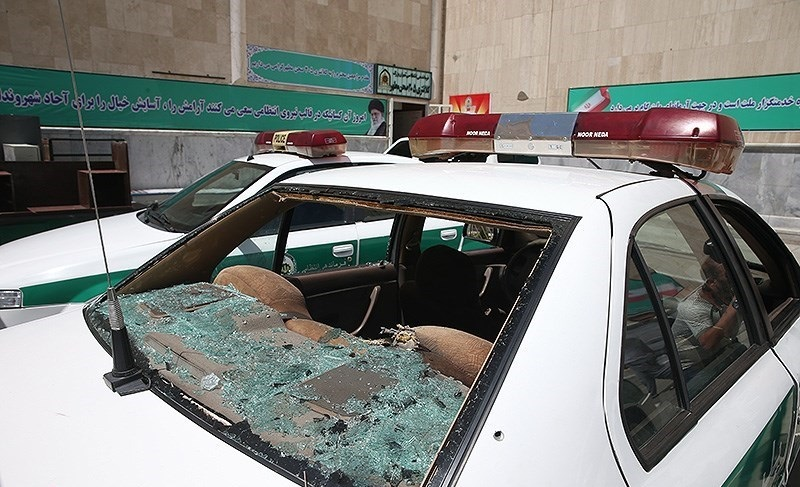
Mașină a poliției găurită de gloanțe în curtea mausoleului ayatollahului Khomeini

La câteva minute de la atacul din parlament, alți doi teroriști au pătruns în incinta mausoleului ayatollahului Khomeini, situat la 19 km înspre sud de parlament. Aceștia au ucis un grădinar și au rănit alți cinci oameni. Unul dintre atacatori a detonat o vestă explozivă, în timp ce celălalt a fost împușcat mortal. Se pare că era pregătit și un al treilea atac, care a fost însă dejucat.

## Reacții

### Internaționale
La nivel internațional, mesaje de condoleanțe au fost transmise de liderii și guvernele mai multor țări, printre care: Afganistan, Armenia, Azerbaidjan, Cehia, Emiratele Arabe Unite, Estonia, Franța, Georgia, Germania, India, Iordania, Irak, Irlanda, Italia, Japonia, Liban, Lituania, Marea Britanie, Norvegia, Oman, Pakistan, Qatar, Rusia, Siria, Statele Unite, Suedia și Turcia.
Federica Mogherini, Înaltul Reprezentant al UE pentru Afaceri Externe și Politică de Securitate, a condamnat atacurile și și-a exprimat simpatia și solidaritatea cu Iranul într-o convorbire telefonică cu ministrul iranian de Externe, Javad Zarif. Consiliul de Securitate al ONU a ținut un minut de tăcere, în timp ce senatorii americani Bernie Sanders și Dianne Feinstein au cerut Senatului SUA să amâne votul pe sancțiunile impuse Iranului.